# Allting som vi sa
Allting som vi sa är en låt av svenska sångerskan Ida Redig. Låten skrevs av Redig själv tillsammans med Yvonne Dahlbom och Jesper Welander. Den deltog i Melodifestivalen 2018 men kvalificerade sig inte ur den andra semifinalen.

## Låtlista
| 1. | Allting som vi sa | 2:57 |